# Uperoleia talpa
Az Uperoleia talpa a kétéltűek (Amphibia) osztályának békák (Anura) rendjébe, a Myobatrachidae családba, azon belül az Uperoleia nembe tartozó faj.

## Előfordulása
Ausztrália endemikus faja. Előfordulási helye Nyugat-Ausztrália állam Kimberley régiójában a Fitzroy-folyó alsó folyásának környékére korlátozódik. Elterjedési területének mérete nagyjából 49 700 km².

## Megjelenése
Közepes termetű békafaj, testhossza elérheti a 4,5 cm-t. Háta bronzbarna, narancssárga és/vagy sötétebb foltokkal, néha egy narancssárga hosszanti csíkkal a közepén. A felső és alsó ajka gyakran fehér. A hasa fehér; a hímek torka szürke, torka felől egy-egy szürke vonal húzódik karjain túlra. A karok és a lábak alsó felülete lilás-rózsaszínű. Pupillája csaknem kerek, a szivárványhártya  arany- vagy bronzszínű. Mellső lábának ujjai között nincs úszóhártya, a hátsókén fele részig van úszóhártya, ujjai végén nincsenek korongok. A parotoid mirigyek igen nagy méretűek, és a háttal megegyező színűek.

## Életmódja
Nyáron és esetleg ősszel, az esős évszakban szaporodik. A petéket egyenként rakja le a vízfelszín alatti növényzetre az elárasztott füves árkokban és ideiglenes tavakban. Az ebihalak hossza elérheti a 4,5 cm-t, és szürke vagy barna színűek, sötétebb foltokkal. Gyakran a víztestek alján maradnak. Nem ismert, hogy mennyi idő alatt fejlődnek békává.

## Természetvédelmi helyzete
A vörös lista a nem fenyegetett fajok között tartja nyilván. Populációja stabil, nem fragmentált, több természetvédelmi területen is megtalálható.